# Monoculodes packardi
Monoculodes packardi är en kräftdjursart som beskrevs av Boeck 1871. Monoculodes packardi ingår i släktet Monoculodes och familjen Oedicerotidae. Arten är reproducerande i Sverige. Inga underarter finns listade i Catalogue of Life.